# Reacție Sommelet
Reacția Sommelet este o reacție organică care ajută la transformarea unei halogenuri de benzil într-o aldehidă, fiind realizată în prezență de hexamină și apă:

## Mecanism de reacție
Are loc reacția derivatului clorurat benzilic 1 cu metenamina 2, obținându-se sarea de amoniu cuaternar 3, cu alchilarea unui singur atom de azot. Apoi, ionul benzilamoniu format suferă un proces de hidroliză catalitică: